# Andrej Kollár
Andrej Kollár (* 12. ledna 1977 Topoľčany) je bývalý slovenský hokejový útočník.

## Hráčská kariéra
S hokejem začínal v rodných Topoľčanech, ve kterém poprvé okusil seniorský hokej v ročníku 1995/96. V HC VTJ Telvis Topoľčany působil v základní sestavě týmu až do konce sezony 1999/2000. Následující ročník hrával již v nejvyšší domácí soutěži za HK Poprad, ale v průběhu sezony přestoupil do Slovanu Bratislava. O rok později se týmem radovali z titulu mistra slovenské extraligy. Po třech zápasech v ročníku 2003/03 se vrátil zpátky do Popradu, kde dohrál sezonu. Následující celý ročník odehrál za HK 36 Skalica.
Dalším působištěm Andreje byl klub HK Nitra, kterému pomohl v sezoně 2005/06 k historicky nejlepšímu umístění v extralize. Pátým klubem, ve kterém v nejvyšší soutěži byl HC Dukla Trenčín, v ročníku 2006/07 dokráčeli do finále playoff, kde neuspěli nad týmem HC Slovan Bratislava. V roce 2008 se dohodl na prvním zahraničním angažmá, podepsal smlouvu s českým klubem PSG Zlín, ve kterém strávil dvě sezony (2008-10). Poté se vrátil zpět do Trenčína. V průběhu jeho poslední sezony odešel na hostování do HK Nitra. Koncem ledna 2011 ukončil kariéru kvůli zdravotních problémů s kolenem.

## Trenérská kariéra
Během sezony 2010/11, ve které působil jako aktivní hráč HC Dukla Trenčín, nahradil v průběhu ročníku Eduarda Hartmanna ve funkci generálního manažera. Z této funkci 15. dubna 2013 odstoupil.

## Ocenění a úspěchy
- 2006 SHL - All-Star Tým
- 2008 SHL - All-Star Tým

## Prvenství
- Debut v ČHL - 9. září 2008 (HC Lasselsberger Plzeň proti PSG Zlín)
- První asistence v ČHL - 19. září 2008 (HC Znojemští Orli proti PSG Zlín)
- První gól v ČHL - 21. září 2008 (PSG Zlín proti Bílí Tygři Liberec, českému brankáři Michalu Fikrtovi)

## Klubová statistika
| Sezóna         | Klub                    | Soutěž         |     | Základní část | Základní část | Základní část | Základní část | Základní část |    | Play off | Play off | Play off | Play off | Play off |
| Sezóna         | Klub                    | Soutěž         | Z   | G             | A             | B             | TM            | Z             | G  | A        | B        | TM       |          |          |
| 1995/96        | HC VTJ Telvis Topoľčany | 1.SHL          | 51  | 17            | 10            | 27            | 38            | —             | —  | —        | —        | —        |          |          |
| 1996/97        | HC VTJ Telvis Topoľčany | 1.SHL          | 37  | 12            | 16            | 28            | 101           | —             | —  | —        | —        | —        |          |          |
| 1997/98        | HC VTJ Telvis Topoľčany | 1.SHL          | 42  | 17            | 22            | 39            | 72            | —             | —  | —        | —        | —        |          |          |
| 1998/99        | HC VTJ Telvis Topoľčany | 1.SHL          | 34  | 20            | 17            | 37            | 26            | —             | —  | —        | —        | —        |          |          |
| 1999/00        | HC VTJ Telvis Topoľčany | 1.SHL          | 43  | 31            | 31            | 62            | 100           | —             | —  | —        | —        | —        |          |          |
| 2000/01        | HK Poprad               | SHL            | 30  | 12            | 6             | 18            | 32            | —             | —  | —        | —        | —        |          |          |
| 2000/01        | HC Slovan Bratislava    | SHL            | 25  | 4             | 5             | 9             | 6             | —             | —  | —        | —        | —        |          |          |
| 2001/02        | HC Slovan Bratislava    | SHL            | 47  | 8             | 19            | 27            | 55            | 16            | 4  | 4        | 8        | 12       |          |          |
| 2002/03        | HC Slovan Bratislava    | SHL            | 3   | 0             | 0             | 0             | 2             | —             | —  | —        | —        | —        |          |          |
| 2002/03        | HK Poprad               | SHL            | 45  | 9             | 19            | 18            | 102           | 4             | 0  | 1        | 1        | 6        |          |          |
| 2003/04        | HK 36 Skalica           | SHL            | 52  | 16            | 11            | 27            | 100           | —             | —  | —        | —        | —        |          |          |
| 2004/05        | HK Nitra                | SHL            | 25  | 2             | 7             | 9             | 18            | —             | —  | —        | —        | —        |          |          |
| 2005/06        | HK Nitra                | SHL            | 50  | 9             | 31            | 40            | 113           | 13            | 5  | 1        | 6        | 55       |          |          |
| 2006/07        | Dukla Trenčín           | SHL            | 36  | 14            | 16            | 30            | 26            | 14            | 2  | 8        | 10       | 41       |          |          |
| 2006/07        | HK 95 Považská Bystrica | 1.SHL          | 1   | 0             | 0             | 0             | 0             | —             | —  | —        | —        | —        |          |          |
| 2007/08        | Dukla Trenčín           | SHL            | 49  | 26            | 19            | 45            | 160           | 14            | 5  | 12       | 17       | 49       |          |          |
| 2008/09        | PSG Zlín                | ČHL            | 51  | 12            | 14            | 26            | 30            | 5             | 1  | 2        | 3        | 4        |          |          |
| 2009/10        | PSG Zlín                | ČHL            | 19  | 1             | 6             | 7             | 24            | —             | —  | —        | —        | —        |          |          |
| 2009/10        | Dukla Trenčín           | SHL            | 28  | 10            | 12            | 22            | 44            | —             | —  | —        | —        | —        |          |          |
| 2010/11        | Dukla Trenčín           | SHL            | 12  | 3             | 3             | 6             | 16            | —             | —  | —        | —        | —        |          |          |
| 2010/11        | HK Nitra                | SHL            | 12  | 2             | 7             | 9             | 4             | —             | —  | —        | —        | —        |          |          |
| Celkem v SHL   | Celkem v SHL            | Celkem v SHL   | 414 | 115           | 155           | 270           | 678           | 61            | 16 | 26       | 42       | 163      |          |          |
| Celkem v 1.SHL | Celkem v 1.SHL          | Celkem v 1.SHL | 208 | 97            | 96            | 193           | 337           | —             | —  | —        | —        | —        |          |          |

## Reprezentace
| Rok    | Tým       | Soutěž | Z  | G | A | B | TM |
| ------ | --------- | ------ | -- | - | - | - | -- |
| 2006   | Slovensko | MS     | 7  | 2 | 2 | 4 | 10 |
| 2008   | Slovensko | MS     | 5  | 1 | 0 | 1 | 2  |
| Celkem | Celkem    | Celkem | 12 | 3 | 2 | 5 | 12 |